# Talayot
Ein Talayot (kastilisch) oder Talaiot (katalanisch) ist ein dickwandiger Turm mit zumeist zentraler Kammer aus der Epoche der nach diesen Bauwerken benannten Talayot-Kultur auf den Balearischen Inseln. Der Begriff talaiot, wie auch talayot, ist vom katalanischen Wort talaia für „Beobachtungs- und Wachturm“ abgeleitet.
Talayots wurde in Zyklopen-Technik, der archaischen Form der megalithischen Steinarchitektur, errichtet. Dies widerspricht jeder Idee einer Beeinflussung durch eine der zeitgleichen eisenzeitlichen Kulturen. Talayots wurden oft hochgelegen platziert. Der Vorläufer des Talayot ist der Prototalayot, und die besonders auf Menorca gut erhaltene Naveta (plur. navetes). Beiden ging als Kultbau die Cueva voraus, eine aus dem Fels gearbeitete künstliche Höhle.

## Beschreibung
Der Grundriss der mallorquinischen Talayots war zunächst rund und wurde in einer späteren Phase quadratisch bzw. viereckig. Die meisten Talayots haben einen ebenerdigen Zugang. Innerhalb der baulichen Einheit gab es jedoch Varianten. Vor allem auf Menorca gibt es vielfach keine Räume innerhalb der Talayots, da hier die Nutzung der oberen Plattform den baulichen Zweck darstellte. Auf den Pityuseninseln Ibiza und Formentera wurden bisher keine Talayots gefunden.
Die einzige zentrale Kammer pro Etage wurde ansonsten mit Steinplatten bedeckt, die auf den Seitenwänden und einer aus Quadern gestapelten Mittelsäule des westmediterranen polylithischen Typs ruhten. Solche Säulen aus etwa fünf nur grob bearbeiteten Quadern, als Reste abgetragener Talayots sind z. B. in „Almallutx“ und Campanari des Moros bei Montuïri erhalten. 
Die zweite Generation der Talayots mit viereckigem Grundriss hatte mehrere, inzwischen allerdings weitgehend abgetragene Etagen, so dass deren ursprüngliche Höhe unbekannt ist.

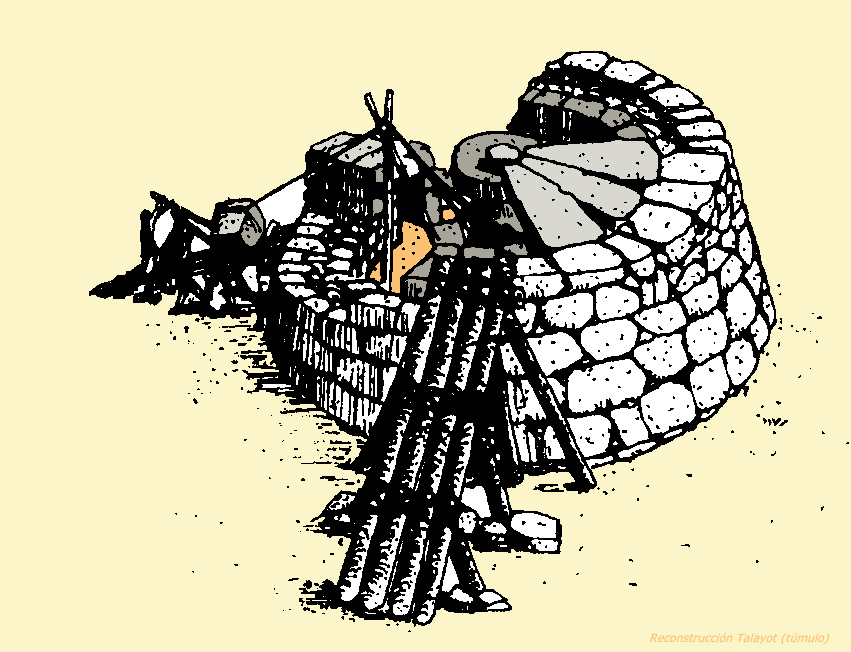
Talayot im Bau
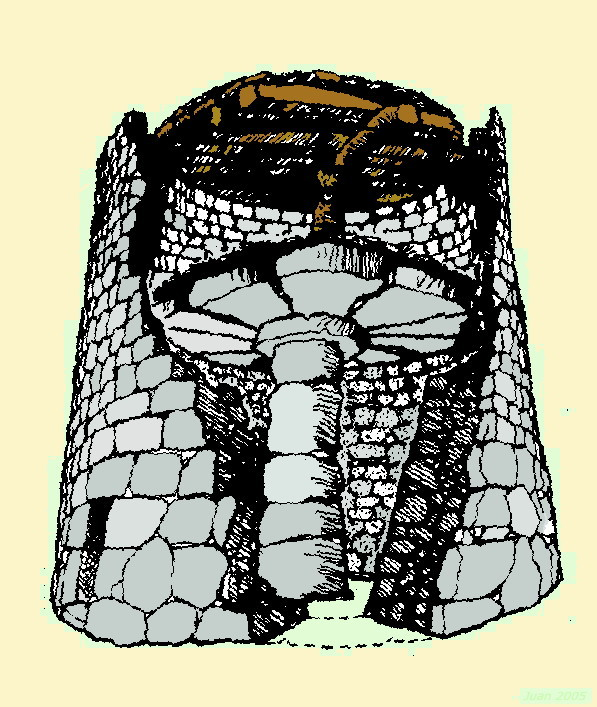
Turm mit polylithischer Säule
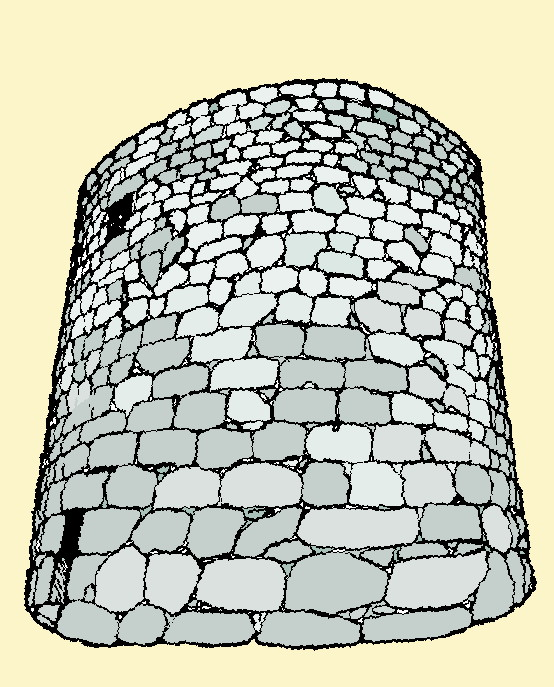
Talayot-Turm
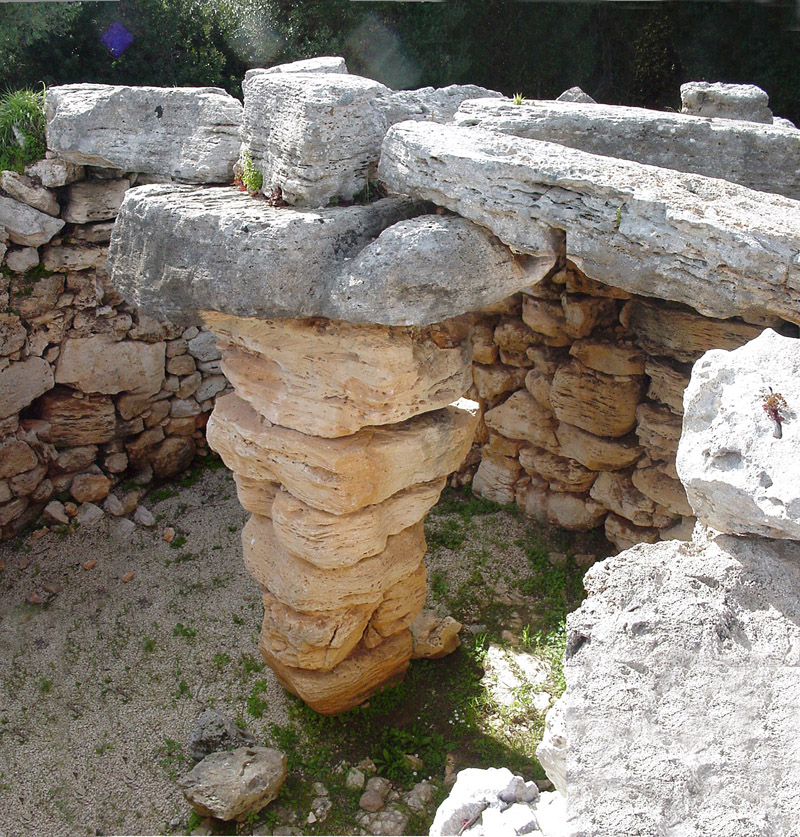
Talayotische Säule von Hospitalet Vell
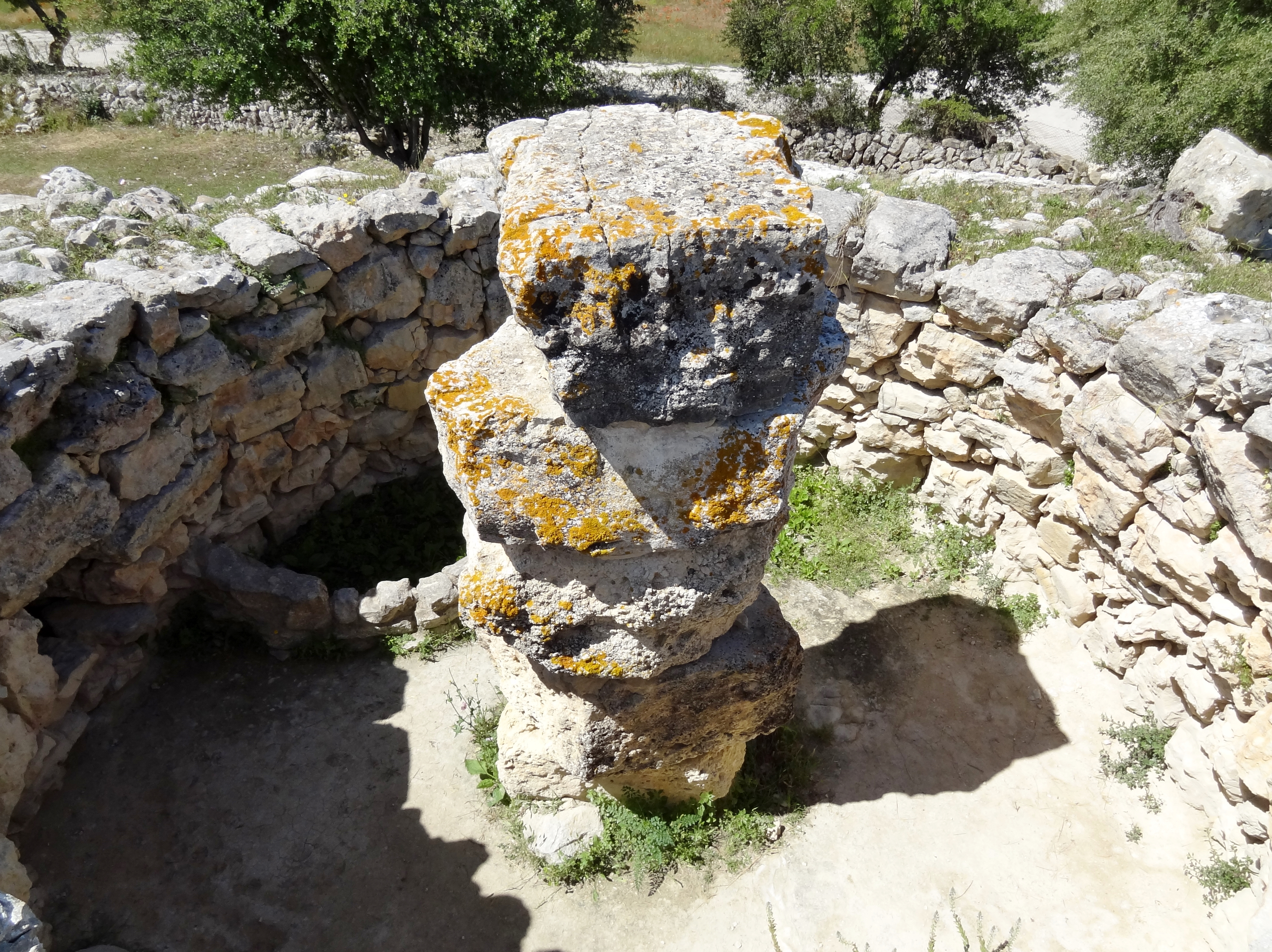
Talayotische Säule von Son Fornés

## Kontext

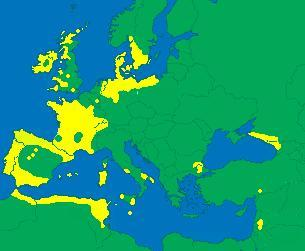
Verbreitung von Megalithkulturen (gelb)

Ähnliche Bauwerke entstanden im Zeitalter des Talayotikum etwa zeitgleich auf Korsika, Sardinien und Pantelleria. Einige Forscher nehmen eine Verbindung zwischen den damaligen Inselkulturen im westlichen Mittelmeer an. Die Bautechniken der Torre-Kultur auf Korsika, der Sesioten auf Pantelleria und der Nuraghenkultur auf Sardinien sind zum Teil älter, aber weitgehend vergleichbar mit der der Talayots. Die These, dass die Talayot-Kultur mit der Ankunft anderer Völker aus dem östlichen Mittelmeer auf Mallorca und Menorca entstand, die mit veränderten Bauformen und einem neuen Sozial- und Wirtschaftssystem den letzten Abschnitt der dortigen Vorgeschichte einleiteten, ist widerlegt. Bei der Kultur des Talayotikum handelt es sich um eine weitestgehend eigenständige, nachvollziehbare Entwicklung der Balearischen Inseln, wobei lose Verbindungen zu anderen Kulturen nicht ausgeschlossen sind.